# Citroën C3 Pluriel

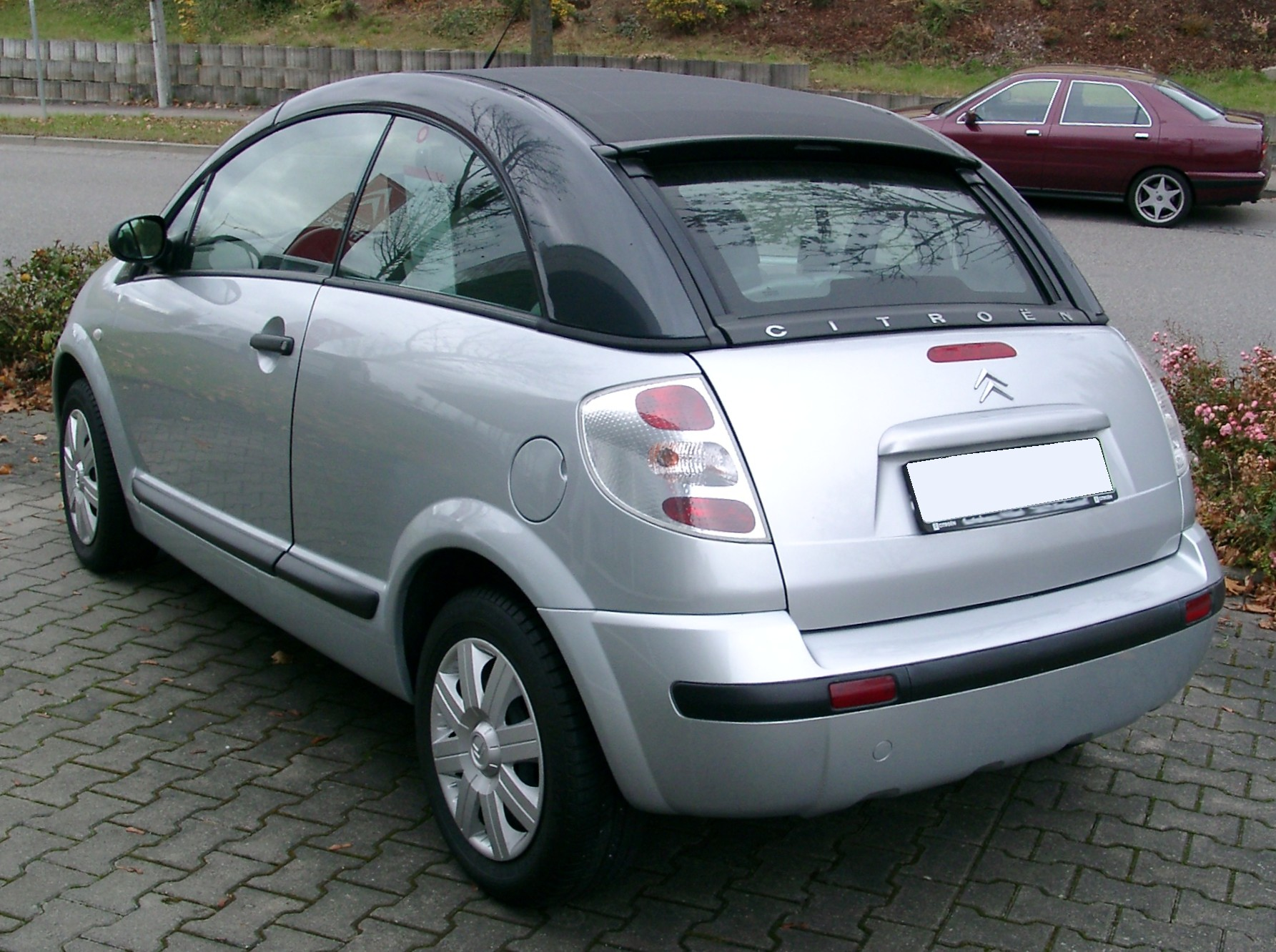

Citroën C3 Pluriel — кабріолет фірми Citroën, створений на основі автомобіля Citroën C3.
Протопип був показаний на  Франкфуртському автосалоні в 1999 році. У 2003 до 2010 року на Женевському автосалоні оголошений кабріолетом року.
Модель Citroën C3 Pluriel 2003 року увійшла в споживчий антирейтинг за версією британського видання Auto Express, де були названі десять найгірших автомобілів продавалися на Туманному Альбіоні за останні 25 років.
У 2008 році в автомобілі були змінені задні і передні фари.

## Двигуни
- 1.4 L TU3 I4
- 1.6 L TU5 I4
- 1.4 L DV4 I4 (diesel)